# Andrés de Vandelvira
Andrés de Vandelvira (eller Valdelvira), född 1509 i Alcaraz, död 1575, var en spansk skulptör och arkitekt. Han var son till Pedro de Vandelvira och far till Alonso de Vandelvira. 
Vandelvira fulländade flera av faderns verk, som högaltaret i Vår Frälsares kyrka i Úbeda, vilket han prydde med många stoder och reliefer. Dessutom utförde han stadskyrkan i Villacarrillo och arbetade på sakristian till katedralen i Jaén, som inte heller han lyckades få färdig före sin död.